# Gul raggskål
Gul raggskål (Ascobolus equinus) är en svampart som först beskrevs av Otto Friedrich Müller, och fick sitt nu gällande vetenskapliga namn av Petter Adolf Karsten 1870. Ascobolus equinus ingår i släktet Ascobolus,  och familjen Ascobolaceae.   Inga underarter finns listade.
I den svenska databasen Dyntaxa används istället synonymen Lasiobolus papillatus för samma taxon. Arten är reproducerande i Sverige.